# Les Trois N
Ne doit pas être confondu avec Les 7N ou Les Trois Jeunes Détectives.
Les Trois N est une série française de quatorze romans policiers pour enfants écrits par Roberte Armand et parus de 1970 à 1979 dans la collection Nouvelle bibliothèque rose puis Bibliothèque rose des éditions Hachette.
« Les trois N » sont trois jeunes gens dont le prénom commence par la lettre N : Nicolas Renaud (« Nick » - 11 ans), sa sœur Nathalie Renaud (« Nattie » - 9 ans), et leur cousin Noël Renaud (12 ans) qui a été adopté par les parents de Nicolas et Nathalie. Ils habitent dans la ville fictive de Brunières. Le trio enquête sur des événements mystérieux.

## L'auteur
Fille d'un professeur de sciences de l'université de Grenoble, Roberte Armand (1916 - 17 juin 2010) grandit à Grenoble. Mariée, elle aura trois fils et une fille. Elle s'inspirera de ses enfants pour dépeindre les héros de la série. En 1980, les éditions Hachette refuseront de publier les nouveaux manuscrits de l'auteur (Roberte Armand en a écrit seize, dont le dernier en 2007). Son neveu anglais, Tony Burns, avocat à Londres, a traduit et essayé de publier au Royaume-Uni un des romans de sa tante, sans succès.

## Présentation des enfants
«  [Noël], long et mince, aux cheveux blonds et aux yeux bleus, agissait toujours avec calme et pondération : ces qualités faisaient de lui la « tête pensante » du trio. Nick, d'un an son cadet, était tout l'opposé : brun, impulsif et remuant, il péchait souvent par manque de réflexion. Nathalie l'aimait beaucoup, mais vouait une admiration sans bornes à son grand cousin qui était presque un frère, puisque les Renaud l'avaient adopté quand il était devenu orphelin. »
— Les Trois N et la Pêche miraculeuse, p. 9

## Liste des titres parus
(Liste exhaustive par ordre chronologique de publication ; l'illustratrice en titre de la série est Henriette Munière)

### Les Trois N et la Maison brûlée
- Date de publication : avril 1970
- Publication : Bibliothèque rose
- Illustrations : Henriette Munière
- Nombre de pages :
- Lien externe : Lire le roman en ligne
- Résumé : 
  - Mise en place de l'intrigue : Une maison brûle en ville. Par curiosité, les trois enfants se dirigent vers le lieu du drame. Avant d'être emmené à l’hôpital, Baptiste Ledoux, l'occupant de l’appartement incendié, demande aux enfants de récupérer le contenu placé dans « le petit placard » et évoque le prénom « René ». Il leur remet une clé censée ouvrir un placard. La nuit suivante, souhaitant respecter la promesse faite au blessé, Nick et Noël se rendent dans l’appartement dévasté et y récupèrent un coffret. Un autre homme surgit dans le logement et les enfants prennent la fuite. De retour à leur domicile, ils sont obligés de révéler la vérité à madame et monsieur Renaud. Le coffret est ouvert : il contient une ampoule en verre remplie d'un liquide jaunâtre (chapitres 1 à 3).
  - Aventures et enquête : Procédant à une enquête, les enfants découvrent que Baptiste avait un jeune ami, François Balmont, dont le père s'appelle René Balmont et qui, après avoir été interpellé par la police pour des soupçons de vol de voiture, s'est échappé. L'affaire se complique quand les enfants apprennent que l’ampoule retrouvée chez Baptiste Ledoux faisait partie d'un lot de dix ampoules, volées peu avant à un biologiste, et que cette ampoule contient une culture microbienne de fièvre typhoïde…
  - Dénouement et révélations finales :

### Les Trois N et le Chien jaune
- Date de parution : septembre 1970
- Lien externe :
- Résumé :

### Les Trois N et le Voleur d'images
- Date de parution : juin 1971
- Lien externe : Lire en ligne le roman
- Résumé :

### Les Trois N et l'Étrange Voisin
- Date de parution : septembre 1972
- Lien externe : Lire en ligne le roman
- Résumé :

### Les Trois N et les Jumelles
- Date de parution : novembre 1972
- Lien externe :
- Résumé :

### Les Trois N et le Bouton d'argent
- Date de parution : octobre 1973
- Lien externe :
- Résumé :

### Les Trois N et la Pêche miraculeuse
- Date de parution : mai 1974
- Lien externe : Lire le roman en ligne
- Résumé : En vacances en Bretagne, les trois N sont amenés à rencontrer un duo assez inquiétant, Ludovic et Xavier. Ceux-ci semblent être tombés en possession de perles et de bijoux issus d'un récent naufrage au large des côtes bretonnes.
- Remarque : La ville fictive de Plouguélen, où se déroule l'histoire, n'est pas sans évoquer Plougoumelen.

### Les Trois N et l'Épouvantail
- Date de parution : mars 1975
- Lien externe : Lire le roman en ligne
- Résumé : Un épouvantail semble se promener dans la campagne : est-ce un revenant, un fantôme, ou quelqu'un qui se déguise en épouvantail ? Les trois N procèdent à une enquête et découvrent les étranges agissements d'un infirmier qui recherche un trésor romain.

### Les Trois N tendent un piège
- Date de parution : août 1975
- Lien externe : Lire le roman en ligne
- Résumé :

### Les Trois N et le Puits hanté
- Date de parution : avril 1976
- Lien externe :
- Résumé :

### Les Trois N sont sur la voie
- Date de parution : août 1977
- Lien externe :
- Résumé :

### Les Trois N dans l'île aux Cygnes
- Date de publication : juin 1978
- Publication : Bibliothèque rose
- Illustrations : Henriette Munière
- Nombre de pages : 150
- Résumé : 
  - Mise en place de l'intrigue : Noël, Nick et Nathalie croisent le chemin d'une jeune fille qui est poursuivie par un individu louche. Par la suite on apprendra son identité : Évelyne Beaumont. Elle remet en cachette aux enfants une pellicule provenant de son appareil photo. Les trois N font développer la pellicule : les clichés semblent indiquer que « quelque chose » serait caché dans l'île aux Cygnes. Ils prennent une barque, traversent le lac et parcourent l'île. Celle-ci ne contient rien de mystérieux, si ce n’est une petite maison de campagne sommairement meublée. Par la suite, ils parviennent à revoir Évelyne, qui leur confie qu'elle est retenue prisonnière par son cousin Hughes Vallade, qui veut s'emparer de l'héritage de son oncle Fabien Beaumont (chapitres 1 à 5).
  - Aventures et enquête : La jeune fille leur explique que le vieil oncle avait caché « son trésor » en un endroit connu de lui seul, et que le plan permettant d'accéder au trésor avait été caché dans le tiroir secret d'un meuble secrétaire. Elle était parvenue à ouvrir le tiroir secret et à prendre des photographies des plans : c'est cette pellicule que les Trois N avaient faite développer. Depuis, Évelyne est retenue prisonnière par Hughes, qui souhaite trouver avant elle l'emplacement du trésor. Hughes Vallade revenant à la maison, les Trois N prennent la fuite. Ils retournent sur l'île aux Cygnes, où ils supposent que se trouve le trésor. Dans les jours qui suivent, les Trois N se rendent chez le notaire de l'oncle Fabien, mais l'entretien ne débouche sur aucune avancée en raison du secret professionnel invoqué par le notaire. Ils font aussi la connaissance d'un antiquaire qui leur révèle des informations sur les tiroirs secrets des secrétaires. Les enfants font aussi une enquête de voisinage concernant l'île aux Cygnes. Ils apprennent notamment que la création d'un barrage, quelques années auparavant, avait singulièrement modifié la géographie de la région. Les enfants retournent une troisième fois sur l’île. Ils voient alors Hugues Vallade accoster sur l'île et transporter le secrétaire qui contenait les plans secrets ! Après le départ d'Hughes Vallade, ils parviennent à ouvrir le tiroir secret du secrétaire. Au fond du tiroir se trouve un petit bout de papier que ni Évelyne ni Hughes n'avait remarqué. Ils retournent à leur maison. Ils apprennent que le petit bout de papier contient des termes numismatiques : et si le trésor de l’oncle Beaumont consistait en de vieilles pièces de monnaie en or ? (chapitres 6 à 13).
  - Dénouement et révélations finales : Noël découvre l’emplacement du trésor de l'oncle Fabien. Ce trésor est situé dans l’ancienne maison de celui-ci, qui a été engloutie lorsque les eaux sont montées au moment de la création du barrage. Près de cette ancienne maison engloutie se trouve une cassette en fer contenant les pièces d'or de l’oncle. Noël plonge et ramène à terre la lourde cassette. Mais les jeunes gens sont interrompus par l'arrivée d'Hughes Vallade. L'homme ligote Noël et Nick tandis que Nathalie se cache dans la barque. Hughes délie le nœud reliant la barque à son amarrage. Alors qu’il s'apprête à quitter les lieux avec la cassette, il est pris à partie par des cygnes. Peu courageux, l’homme quitte l'île sans la cassette. Pendant ce temps, Nathalie parvient à maîtriser la barque et à venir délivrer son frère et son cousin. Le trio récupère le trésor et le remet au notaire chargé de la succession de l'oncle Fabien (chapitres 14 à 17).
- Article connexe : Île aux Cygnes (Paris).

### Les Trois N et le Serpent python
- Date de parution : janvier 1979
- Lien externe : Lire le roman en ligne
  -     - Résumé : Les trois N découvrent dans un bois un serpent python échappé d'une ménagerie de forains, que ceux-ci viennent récupérer. Se rendant ensuite à la fête foraine, ils découvrent que de mauvais garçons veulent dérober et utiliser ce serpent afin de maîtriser l'animal de garde (une panthère !) d'une résidence qu'ils souhaitent cambrioler ; s'exposant au danger de la panthère, les trois N réussiront à prévenir le propriétaire et à maîtriser les apprentis voleurs.

### Les Trois N et les Chats birmans
- Date de parution : octobre 1979
- Lien externe : Lire le roman en ligne
- Résumé :